# 伍健偉
伍 健偉（拼音: Ng Kin Wai、1995年9月6日 - ）は、香港の民主主義政治家、天水連線に所属と元朗区区議会嘉湖北選挙区の区議員。別名はK先生。

## 来歴
伍健偉は元朗地区で育ち、銀行業界で働いた、そして原因の後7月21日元朗駅で午後10時半ごろ、白い服に覆面姿の男達（三合会の構成員と見られている）がデモ参加者の特徴である黒い服の人々を襲撃して、木の棒または刀で殴りつけるなどの暴行をしたが、警察が現場に到着したのは事件後30分以上であり、意図的に遅れて到着したと疑う被害者もいた。デモ参加者や巻き込まれた利用客を含めた45人が負傷した。この日は大規模デモが呼びかけられており、その前々日ごろから元朗では親中派市民によるレノンウォールの破壊やデモ隊への襲撃予告があったため、事件は計画的なものだったとされている、親中派議員は区議会を独占したが、主要な問題について国民の声を伝えなかったと信じて、彼らは後にオンラインプラットフォームで会った天水囲の住民のグループを結成しました「天水連線」、2019年香港区議会選挙に参加。

## 政治活動
2019年香港区議会議員選挙に参加し、演じた嘉湖北選挙区。選挙期間中、伍健偉はさまざまな民主党派の元朗地区候補に協力しました。たとえば、2019年9月24日、民主党の立法会のメンバーと元朗区議員鄺俊宇が複数の暴力団に待ち伏せされ、攻撃されて負傷しました。民主派は合同で警察に不当な法執行を非難し、警察が法を公正に執行するよう要求した。結局、彼は4,371票（49.9％）の票を獲得し、4,206票（48.0％）を獲得した元親中派議員の李月民と、177票（2.0％）だけの別の非党派候補を破った陶皜訊。
伍健偉以降代表天水連線参加2020年香港立法会民主派予備選挙、最終はなリストは新界西部選挙区で20,000票以上を獲得し、4位になりました。その後、伍健偉は2020香港立法会に立候補するために登録しました選挙。こうした中、林鄭月娥行政長官は7月31日、新型コロナウイルス感染症の影響を考慮することを理由に、緊急状況規則条例を適応して選挙を1年間延期し、2021年9月5日に執行するとと発表した。しかしこの延期には香港の法曹界からは違法との指摘も出ている。